# 자본의 유기적 구성
자본의 유기적 구성을 마르크스는 자본의 기술적 구성에 의해 결정되고 기술적 구성의 변화를 반영하는 자본의 가치구성이라고 정의했다.
자본의 기술적 구성은 노동자 수에 대한 고정자본의 비율로 L/C으로 표시된다. 자본의 가치구성은 불변자본과 가변자본의 비율로 C/V로 표시된다. 자본의 가치구성은 기술적 구성이외의 생산수단 가격변동, 임금변화 등의 요소에 의해 영향받는다. 이런 요소를 배제하고 기술적 구성의 변동에 반응하는 가치구성을 자본의 유기적 구성이라 부른다. 

## 같이 보기
- 이윤율의 경향적 저하 법칙
- 자본의 가치 구성
- 자본의 기술적 구성